# Црква Светог Димитрија у Бребевници
Црква Светог Димитрија у Бребевници, насељеном месту на територији  општине Димитровград, православни је храм који припада Епархији нишкој Српске православне цркве.
Црква посвећена Светом Димитрију сазидана је средином 19. века, а иконостас је израђен 1875. године. Неке иконе је насликао мајстор Јован Зограф. Крај храма се налази звонара са звоном израђеним у Пловдиву. Конак је направљен од камена са срушене турске куле после 1878. године. Према усменом предању после 1878. године у манастиру је живело шест монаха од којих је један Анта Галев из Славиње, а после њега Мана Магер из Српске Паскашије који је умро 1941. годин и сахрањен у порти иза храма. Обнављан је неколико пута, а задњи пут у периоду од 2001. до 2006. године прилогом верника. Народ се у већем броју окупља на вече празника Светог Димитрија.